# 교황 알렉산데르 8세
교황 알렉산데르 8세(라틴어: Alexander PP. VIII, 이탈리아어: Papa Alessandro VIII)는 제241대 교황(재위: 1689년 10월 6일 - 1691년 2월 1일)이다. 본명은 피에트로 비토 오토보니(이탈리아어: Pietro Vito Ottoboni)이다.

## 생애
1610년 4월 22일 이탈리아의 베네치아에서 태어났다. 신동으로 불릴 정도로 머리가 좋아 17세에 파도바 대학교에서 시민법과 교회법 박사 학위를 받은 후 1630년 로마에서 생활하다가 테르니, 리에티, 스폴레토의 시장이 되었다. 1652년 교황 인노첸시오 10세에 의해 추기경이 되었다. 교황 인노첸시오 11세 치하에서는 이단심문관과 검사성성 장관의 비서로 일하였다. 1689년 교황이 되었을 때는 이미 80세였다.
재위 중 18개월 동안 프랑스와 협상하여 아비뇽을 되찾을 수 있었으나 외교 거주 특권은 상실하였다. 알렉산데르 8세는 1682년에 발표된 프랑스 성직자 집회의 4개 항을 거부하고 1690년 8월 4일에 서명한 칙서에서 그 조항들을 무효로 공포하였다. 프랑스와 정상관계를 맺자 신성로마제국과의 관계가 불편해졌다. 황제 레오폴트 1세는 교황령 주재 대사를 소환하고 빈에 거주하던 교황 대리 대사를 받아들이지 않았다. 알렉산데르 8세는 오스만 제국에 대항한 베네치아 공화국에 대해서는 지원을 아끼지 않았고 영국에 대해서는 스튜어트 가문의 복귀에 희망을 걸고 있었다.
알렉산데르 8세는 얀센파의 31개 항을 단죄하였다.
| 전임 인노첸시오 11세 | 제241대 교황 1689년 10월 6일 - 1691년 2월 1일 | 후임 인노첸시오 12세 |